# Sonia Rykiel
Sonia Rykiel (25. května 1930 Neuilly-sur-Seine – 25. srpna 2016 Paříž) byla francouzská módní návrhářka.

## Život
Narodila se židovským rodičům jako nejstarší z pěti sester; její matka byla Ruska, otec pocházel z Rumunska. Na začátku 50. let se vdala za Sama Rykiela, který vlastnil butik Laura s dámským oblečením.
Vlastní oděvní tvorbě se pozdější majitelka známého pařížského módního domu začala věnovat náhodou. Když otěhotněla, nemohla najít oblečení, ve kterém by se cítila dobře. Módě přitom nerozuměla a šít také neuměla. S otevřením prvního butiku v Latinské čtvrti v centru Paříže proto dlouho váhala. První butik své módní značky, která se proslavila zejména pleteným zbožím s nespočtem proužkovaných variant, si otevřela v roce 1968. Vzestupu značky pomohly známé tváře hereček, mezi které patřily např. Brigitte Bardotová a Audrey Hepburn.
V roce 2013 francouzská vláda ocenila její práci Řádem čestné legie. Zemřela o tři roky později ve věku 86 let na komplikace spojené s Parkinsonovou nemocí.